# إسماعيل صفا أوزلر
إسماعيل صفا أوزلر (بالتركية: İsmail Sefa Özler)‏، من مواليد 1885، وتوفي بتاريخ 28 يونيو 1940، هو سياسي تركي، عمل مدرساً للتاريخ والجغرافيا في مدرسة دمشق الثانوية، وعُين مديراً للمدرسة الخاصة، وعمل صحفياً ومزارعاً، ورئيساً لمركز الخدمة الاجتماعية في أضنة، وبعد تأسيس الجمهورية التركية، عمل وزيراً للتعليم، ثم ومساعد وزير الداخلية، ثم رئيساً لمجلس الأمة التركي.